# Star Z-84

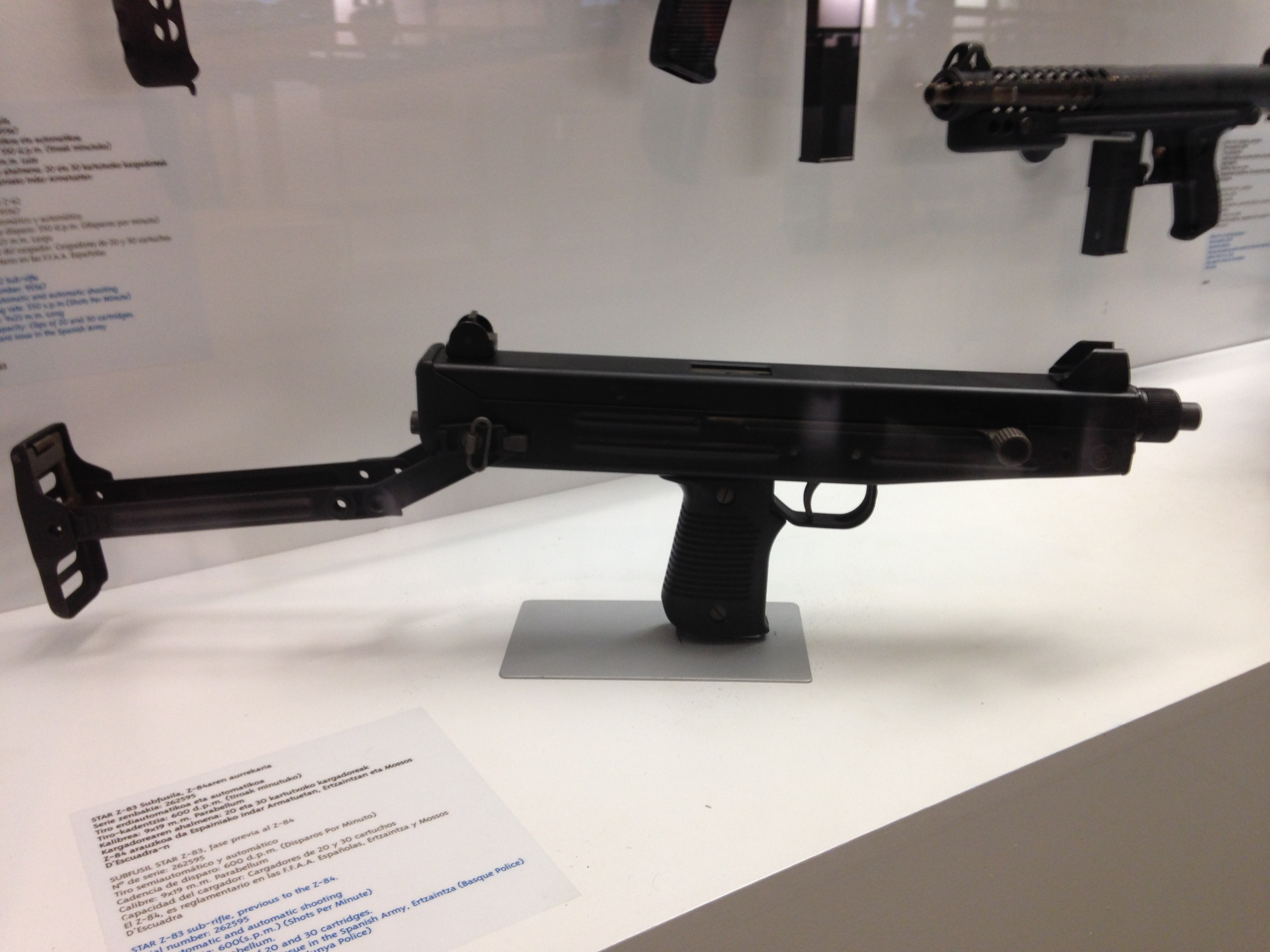
Un Star Z-84.

Le Star Modèle Z-84 (modèle de 1984) est très proche de l'Uzi. Ce pistolet mitrailleur, inventé par l'ingénieur Eduardo Iraegui devait remplacer[Quand ?] les anciens modèles Star Z-70B en dotation dans tous les services militaires et policiers du Royaume espagnol. Mais il fut surclassé par l'excellent Heckler et Koch MP5. Le modèle Z-84 fut produit pour le marché commercial dans le calibre 9mm largo. Dans la troupe de l'armée espagnole cette arme est appelé « la zeta ». Seule la version a canon court a été produite en petite série. Elle chambre le 9mm Parabellum.

## Mécanisme
Le PM Z-84 est construit en acier et en polymère. Il tire en culasse ouverte. Celle-ci dite télescopique enveloppe la majorité du canon. Le canon  (2 longueurs) comporte 6 rayures à droite au pas de 312 mm. Son chargeur est introduit dans la poignée du pistolet (en position centrale). La crosse se replie sur le dessus de l’arme. Le sélecteur de tir/levier de sécurité est à gauche ; le levier d’armement étant à droite. Le guidon est totalement réglable. La hausse est basculante (en L) et percée de 2 œilletons pour 100/200 m. Ces organes de visée sont protégés par des oreilles carrées. La ligne de mire avec les deux canons demeure de 32,5 cm.

## Données numériques

### STAR Z-84 avec canon court
- Munition : 9 MM PARA
- Chargeurs : 25/30 cartouche
- Cadence de tir : 600 coups par minute
- Longueurs :
  - minimale : 41 cm
  - maximale : 61,5 cm
  - du canon : 21,5 cm
- Masses :
  - arme vide : 3,1 kg
  - chargeur 25 coups plein : 532 g
  - chargeur 30 coups plein : 607 g

### STAR Z-84 avec canon long
- Munition : 9 MM PARA
- Chargeurs : 25/30 cartouche
- Cadence de tir : 600 coups par minute
- Longueurs :
  - minimale : 46,5 cm
  - maximale : 67 cm
  - du canon : 27 cm
- Masses :
  - arme vide : 3,1 kg
  - chargeur 25 coups plein : 532 g
  - chargeur 30 coups plein : 607 g

## Sources francophones
- O. Achard, Les Armes d’assaut du Monde, Crépin-Leblond, 1995.
- O. Diez, Armes individuelles, Lema, 1999.